# Garoto Transcodificado a Partir de Fosfeno
Pour plus de détails, voir Fiche technique et Distribution.
Garoto Transcodificado a Partir de Fosfeno (littéralement « garçon transcodé à partir de phosphène ») est un film d'animation brésilien de court métrage réalisé par Rodrigo Faustini et sorti en 2017.

## Fiche technique
- Titre : Garoto Transcodificado a Partir de Fosfeno
- Réalisation : Rodrigo Faustini
- Scénario : Rodrigo Faustini
- Animation : Rodrigo Faustini
- Montage : Rodrigo Faustini
- Musique : Rodrigo Faustini
- Producteur : Rodrigo Faustini
- Production :
- Distribution :
- Pays d'origine :  Brésil
- Durée : 2 minutes 6
- Dates de sortie :
  -  France : 11 juin 2018 (FIFA 2018)

## Distinctions
Il remporte la prix du film Off-Limits à l'édition 2018 du festival international du film d'animation d'Annecy ex-æquo avec Le Déterrement de nous.